# Saint-Genou
Saint-Genou és un municipi francès, situat al departament de l'Indre i a la regió de Centre – Vall del Loira. L'any 2007 tenia 1.001 habitants.

## Demografia

### Població
El 2007 la població de fet de Saint-Genou era de 1.001 persones. Hi havia 442 famílies, de les quals 137 eren unipersonals (47 homes vivint sols i 90 dones vivint soles), 172 parelles sense fills, 113 parelles amb fills i 20 famílies monoparentals amb fills.
La població ha evolucionat segons el següent gràfic:
Habitants censats

### Habitatges
El 2007 hi havia 553 habitatges, 445 eren l'habitatge principal de la família, 71 eren segones residències i 37 estaven desocupats. 515 eren cases i 36 eren apartaments. Dels 445 habitatges principals, 333 estaven ocupats pels seus propietaris, 104 estaven llogats i ocupats pels llogaters i 9 estaven cedits a títol gratuït; 1 tenia una cambra, 27 en tenien dues, 79 en tenien tres, 146 en tenien quatre i 191 en tenien cinc o més. 332 habitatges disposaven pel capbaix d'una plaça de pàrquing. A 212 habitatges hi havia un automòbil i a 171 n'hi havia dos o més.

### Piràmide de població
La piràmide de població per edats i sexe el 2009 era:
| Homes | Edats   | Dones |
| ----- | ------- | ----- |
| 0     | 95 o +  | 0     |
| 4     | 90 a 94 | 8     |
| 4     | 85 a 89 | 12    |
| 12    | 80 a 84 | 28    |
| 12    | 75 a 79 | 16    |
| 32    | 70 a 74 | 44    |
| 52    | 65 a 69 | 60    |
| 24    | 60 a 64 | 28    |
| 16    | 55 a 59 | 20    |
| 44    | 50 a 54 | 28    |
| 36    | 45 a 49 | 40    |
| 32    | 40 a 44 | 20    |
| 32    | 35 a 39 | 24    |
| 44    | 30 a 34 | 48    |
| 12    | 25 a 29 | 24    |
| 40    | 20 a 24 | 12    |
| 28    | 15 a 19 | 20    |
| 20    | 10 a 14 | 24    |
| 56    | 5 a 9   | 24    |
| 20    | 0 a 4   | 24    |

## Economia
El 2007 la població en edat de treballar era de 599 persones, 419 eren actives i 180 eren inactives. De les 419 persones actives 366 estaven ocupades (198 homes i 168 dones) i 52 estaven aturades (23 homes i 29 dones). De les 180 persones inactives 92 estaven jubilades, 34 estaven estudiant i 54 estaven classificades com a «altres inactius».

### Ingressos
El 2009 a Saint-Genou hi havia 458 unitats fiscals que integraven 1.027 persones, la mediana anual d'ingressos fiscals per persona era de 14.763 €.

### Activitats econòmiques
Dels 33 establiments que hi havia el 2007, 2 eren d'empreses extractives, 3 d'empreses alimentàries, 4 d'empreses de fabricació d'altres productes industrials, 7 d'empreses de construcció, 5 d'empreses de comerç i reparació d'automòbils, 2 d'empreses de transport, 5 d'empreses d'hostatgeria i restauració, 2 d'entitats de l'administració pública i 3 d'empreses classificades com a «altres activitats de serveis».
Dels 14 establiments de servei als particulars que hi havia el 2009, 1 era una oficina de correu, 1 taller de reparació d'automòbils i de material agrícola, 2 guixaires pintors, 2 fusteries, 2 lampisteries, 1 electricista, 1 perruqueria i 4 restaurants.
Dels 4 establiments comercials que hi havia el 2009, 1 era una botiga de més de 120 m², 2 fleques i 1 una fleca.
L'any 2000 a Saint-Genou hi havia 21 explotacions agrícoles que ocupaven un total de 1.105 hectàrees.

## Equipaments sanitaris i escolars
L'únic equipament sanitari que hi havia el 2009 era una farmàcia.
El 2009 hi havia una escola elemental.

## Poblacions més properes
El següent diagrama mostra les poblacions més properes.